# فردوسی برزیلی
فردوسی برزیلی (نام علمی: Erythrina velutina) نام یک گونه از سرده فردوسی است.